# Schack (efternavn)
|  | Se også Schack (adelsslægt) og Schack |
Efternavnet Schack kan henvise til flere personer:
- Adolf Friedrich von Schack (1815–1894), tysk greve, digter og litteraturhistoriker
- Adolph Wilhelm Schack von Staffeldt (1769–1826), dansk-tysk digter og amtmand
- Anna Sophie Schack, født Rantzau (1689–1760), dansk adelskvinde, lensgrevinde og godsejer
- Benedikt Schack (1758–1826), bøhmisk komponist og tenor
- Christian Schack (1882–1970), dansk-tysk greve og forstmand
- Engel Schack (1750–1811), dansk overhofmarskal og overceremonimester
- Erik Hans Schack (1889–1973), dansk greve og diplomat
- Frederik Christian Schack (1736–1790), dansk greve og godsejer
- Frands Brockenhuus-Schack (1863–1948), dansk greve, overhofmarskal og teaterdirektør
- Friedrich-August Schack (1892–1968), tysk general under Anden Verdenskrig
- Hans Egede Schack (1820–1859), dansk politiker, embedsmand og forfatter
- Hans Schack (1609–1676), dansk greve, rigsråd og rigsfeltherre
- Mik Schack (født 1952), dansk journalist, forfatter, musiker og billedkunstner
- Nicolai Clausen Schack (1781–1844), dansk præst
- Otto Didrik Schack (1882–1949), dansk lensgreve og amtmand
- Sophus Schack (1811–1864), dansk kunstmaler og officer
- Tage Schack (1892–1945), dansk præst og modstandsmand
- Torsten Schack Pedersen (født 1976), dansk politiker